# カリグン
カリグン（インドネシア語：Kereta api Kaligung）は、 PT KAI(インドネシア鉄道会社)が運行するエグゼクティブ客車及び、エコノミー客車の機関車牽引の客車列車である。ジャワ島の北本線を経由してスマラン・ポンコル駅 ～ テガル駅 ～ ブレベス駅 ～ チルボン・プルジャカン駅を結んでいる。列車名である「カリグン」は、テガル県とテガル市に流れる中部ジャワ州の川、カリグン川に由来する。列車の色は薄めの茶色である。

## 概要
1999年2月4日からガリグンは運行開始された。 開始当初は、MCW301形気動車で運用され、スマランからテガルを結ぶビジネスクラスとエコノミークラスのサービスが提供されており、運行本数は1日4往復でした。
2010年12月1日、 PT KAIは、上位の座席等級であるビジネスクラスとエグゼクティブクラスのサービスを提供する「カリグンマス」の運行を開始した。また、チレボン・エクスプレスの車両を使用して運行される。2010年の(Gapeka 2010)ダイヤ改正から運行を開始して以来、スマランからスラウィを結ぶ路線でも運行された。
2010年から2012年にかけて、カリグン・エコノミー編成は、機関車が牽引するエコノミー客車編成に置き換えられた。以前、カリグンは C-KRDE(ME201形気動車)で運行されていたが、これはその後ソロ・バラパン車両基地へ転属し、プランバナン・エクスプレスの予備編成として使用された。
2012年から2014年にかけて列車の運行本数が増加し、「カリグン」と「カリグン・マス」のサービスや運行が統合された。
旅客サービスや客室の空間向上を目的として、2016年1月12日から、一部のエコノミークラス客車をリニューアルし、「ボロブドゥール寺院」をテーマとした木彫りの装飾や、発電機付き食堂車ではレリーフ装飾などを施した内装へ改装された。中部ジャワ州にある各観光スポットをテーマにすることで知名度を向上させるためである。
2017年2月7日から、INKAが2016年に製造したエコノミークラス客車編成へ置き換えられた、置き換えられた客車編成はバンドン・ラヤ線の客車編成として転属した。
2017年から2019年にかけてバタン駅での乗降がしやすくするためにカリグンの停車駅が増加した。さらに、運行区間がブレベス駅まで延長され、2019年のダイヤ改正（Gapeka 2019）以降はチルボン・プルジャカン駅までさらに延伸された。

## 駅一覧
| 駅番号                      | 駅名                                    | 接続路線                                                                              |
| --------------------------- | --------------------------------------- | ------------------------------------------------------------------------------------- |
| KG 01JS 21 BL 01KS 01 KD 02 | スマラン・ポンコル Semarang Poncol      | - 都市間列車 - カマンダカ - ジョグロセマルト - ケドゥン・セプール線 - ブロラ・ジャヤ  |
| KG 02JS 20 KD 03            | ウェレリ Weleri                         | - 都市間列車 - カマンダカ - ジョグロセマルト                                          |
| KG 03                       | バタン Batang                           | - 都市間列車                                                                          |
| KG 04JS 19 KD 04            | ペカロンガン Pekalongan                 | - 都市間列車 - カマンダカ - ジョグロセマルト                                          |
| KG 05JS 18 KD 05            | ペマラン Pemalang                       | - 都市間列車 - カマンダカ - ジョグロセマルト                                          |
| KG 06JS 17 KD 06            | テガル Tegal                            | - 都市間列車 - カマンダカ - ジョグロセマルト (ジョグ・ジャカルタ・プルウォケルト方面) |
| KG 07                       | ブレベス Brebes                         | - 都市間列車                                                                          |
| KG 08                       | タンジュン Tanjung                      | - 都市間列車                                                                          |
| KG 09                       | ロサリ Losari                           | - 都市間列車                                                                          |
| KG 10                       | ババカン Babakan                        | - 都市間列車                                                                          |
| KG 11                       | チルボン・プルジャカン Cirebon Prujakan | - 都市間列車 - チカンペック方面                                                       |

## ギャラリー

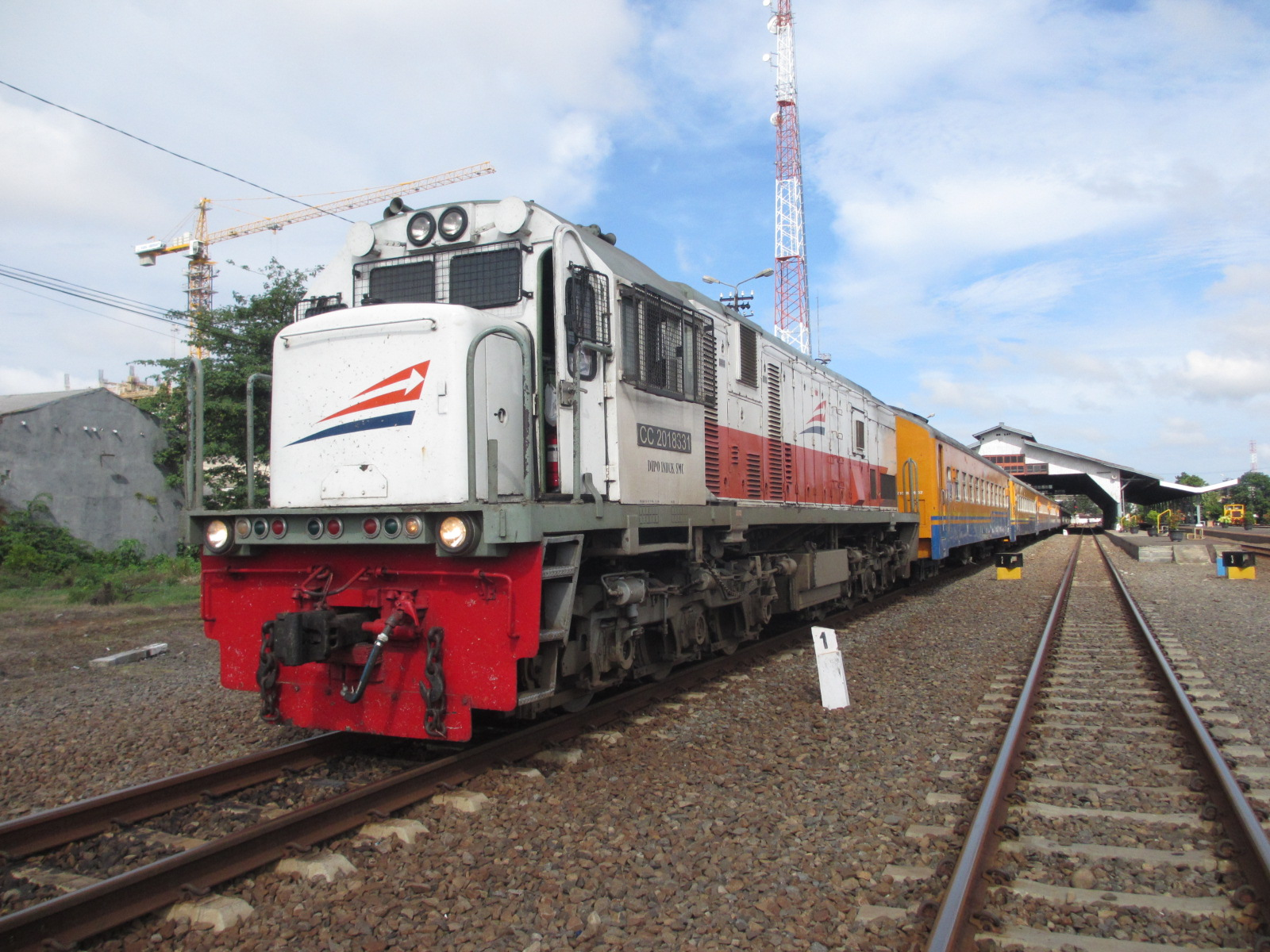
ペカロンガン駅に停車中のカリグン列車。
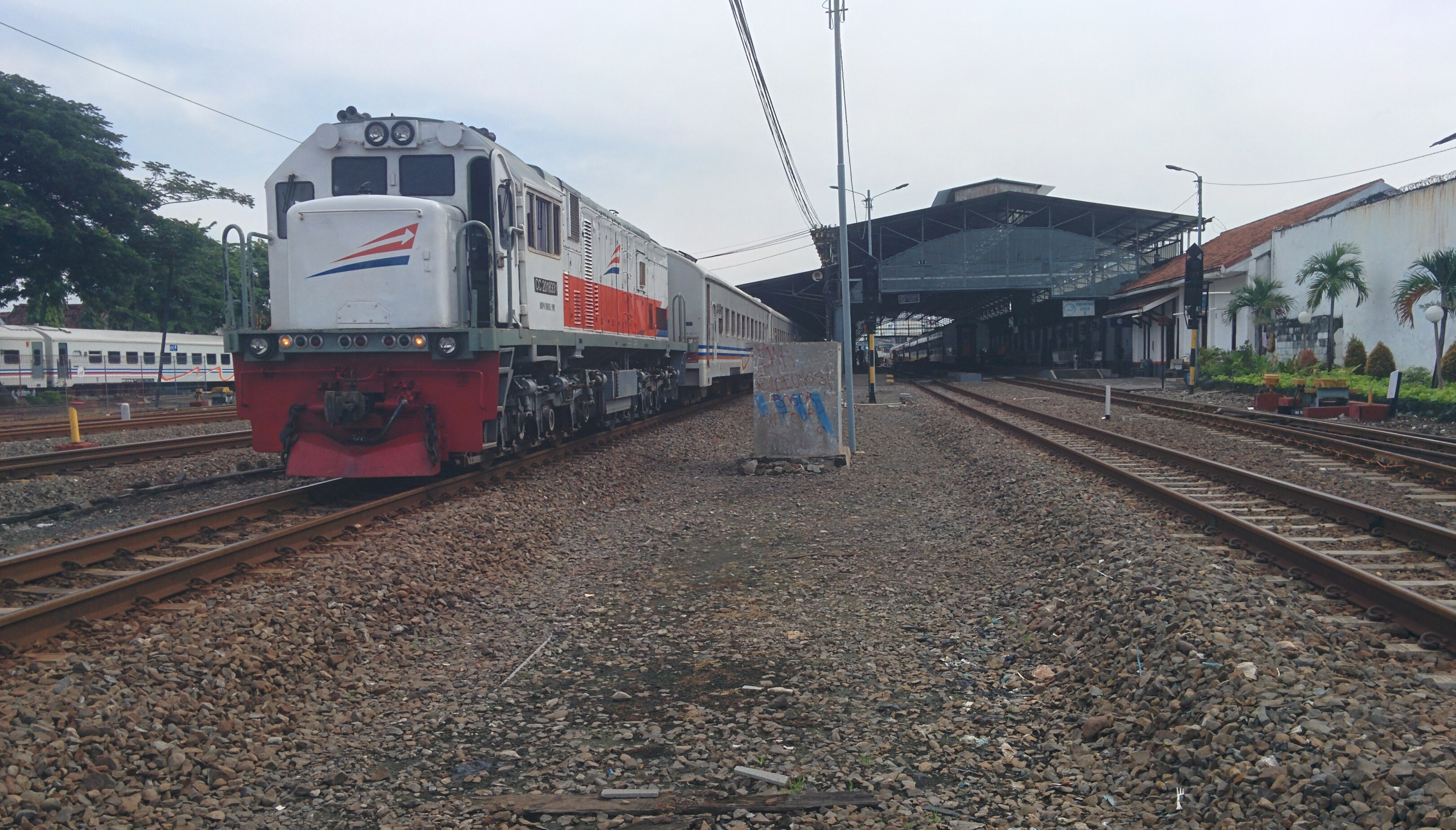
「ボロブドゥール」をテーマにしたカリグン列車（スマラン・ポンコル駅にて）
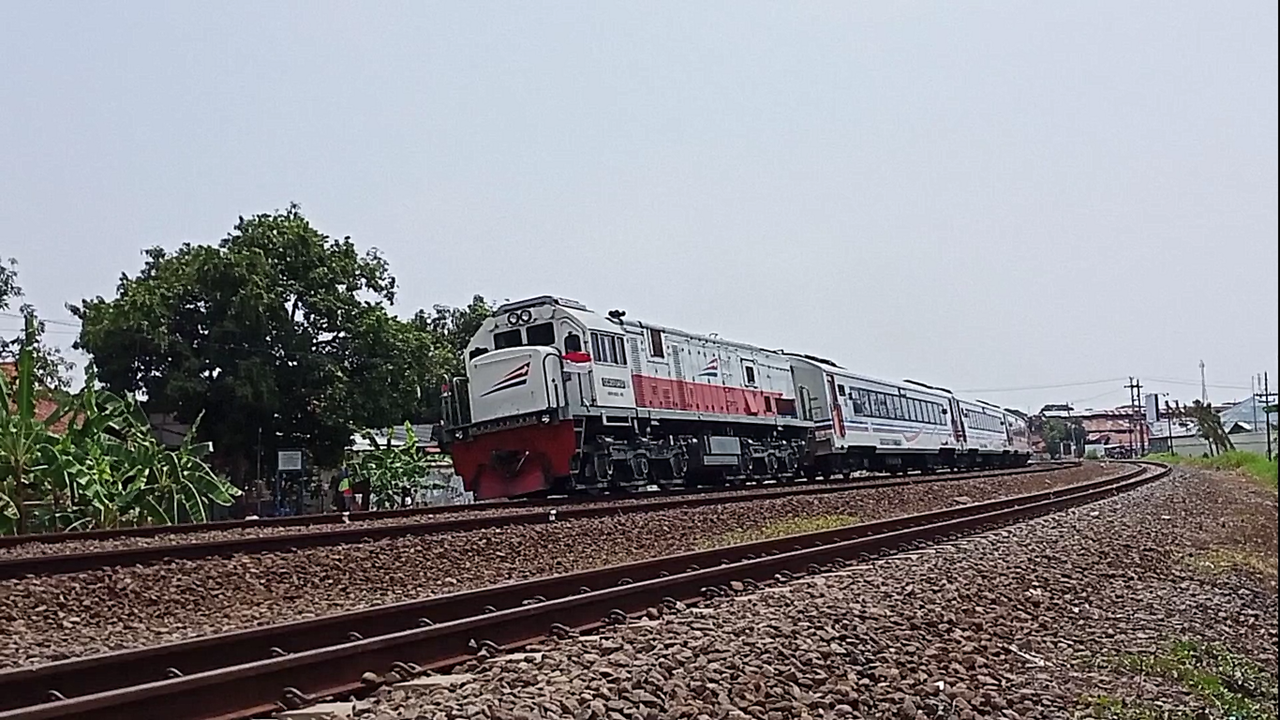
テガル駅を出発したカリグン列車
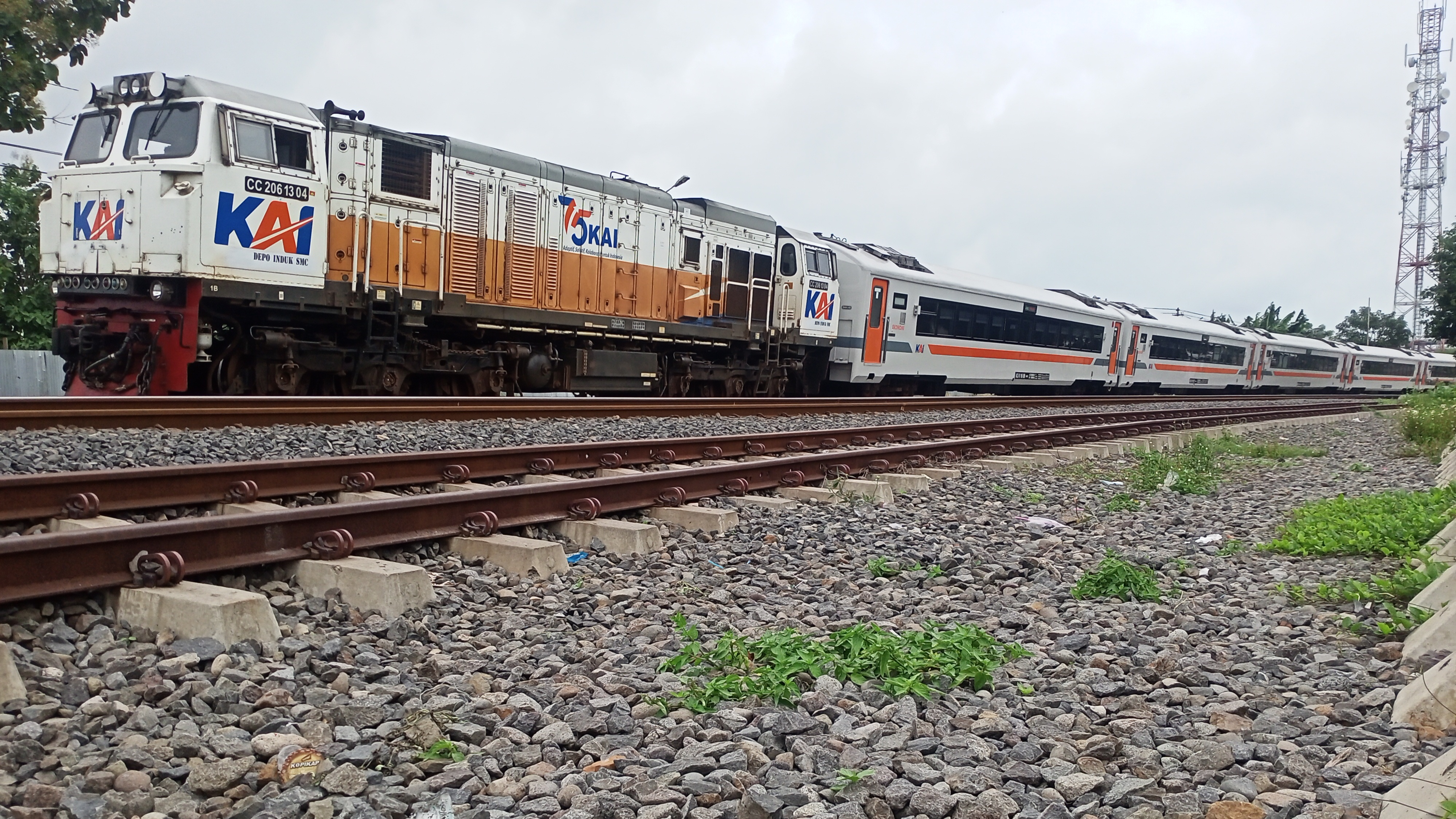
テガル駅に到着する前のカリグン列車

## 関連記事
- ジョグロセマルト
- カマンダカ（インドネシア語版）
- ケドゥン・セプール線